# Pandémie de Covid-19 en Auvergne-Rhône-Alpes
Wikipédia ne donne pas de conseils médicaux ou sanitaires. Cet article est susceptible de contenir des informations obsolètes ou inexactes. Seul un professionnel de la santé est apte à vous fournir un avis médical, et seules les autorités sanitaires de votre pays sont compétentes pour donner des consignes de santé publique relatives à la pandémie de Covid-19.
 (novembre 2021).
Cet article présente la situation en ce qui concerne la pandémie de maladie à coronavirus de 2019-2020 (COVID-19) en Auvergne-Rhône-Alpes.

## Statistiques en 2020

### Cas
| Nouveaux cas quotidiens de COVID-19 déclarés en Auvergne-Rhône-Alpes                                                   | 0 |  |
| Pour des raisons techniques, il est temporairement impossible d'afficher le graphique qui aurait dû être présenté ici. |   |  |

### Hospitalisations
| Nombre d'hospitalisations de personnes atteintes de Covid-19 en Auvergne-Rhône-Alpes                                   |
| Pour des raisons techniques, il est temporairement impossible d'afficher le graphique qui aurait dû être présenté ici. |

| Variation journalière du nombre de personnes hospitalisées pour la Covid-19 en Auvergne-Rhône-Alpes                    |
| Pour des raisons techniques, il est temporairement impossible d'afficher le graphique qui aurait dû être présenté ici. |

| Nombre quotidien de nouvelles hospitalisations dues à la Covid-19 dans les hôpitaux d'Auvergne-Rhône-Alpes             |
| Pour des raisons techniques, il est temporairement impossible d'afficher le graphique qui aurait dû être présenté ici. |

### Décès
| Décès à l'hôpital attribués à la Covid-19 attribués à la Covid-19 en Auvergne-Rhône-Alpes                              |
| Pour des raisons techniques, il est temporairement impossible d'afficher le graphique qui aurait dû être présenté ici. |

| Nouveaux décès à l’hôpital attribués à la Covid-19 en Auvergne-Rhône-Alpes                                             |
| Pour des raisons techniques, il est temporairement impossible d'afficher le graphique qui aurait dû être présenté ici. |

| Situation hebdomadaire (hôpitaux)                                                                                      |
| Pour des raisons techniques, il est temporairement impossible d'afficher le graphique qui aurait dû être présenté ici. |

### Réanimations
| Nombre de personnes en réanimation ou soins intensifs pour la Covid-19 en Auvergne-Rhône-Alpes                                            |
| Lecture : le 6 avril 2020, 783 personnes sont en réanimation ou en soins intensifs dans les hôpitaux d'une cause attribuée à la Covid-19. |

| Variation journalière du nombre de personnes en réanimation ou en soins intensifs pour la Covid-19 en Auvergne-Rhône-Alpes |
| Pour des raisons techniques, il est temporairement impossible d'afficher le graphique qui aurait dû être présenté ici.     |

| Nombre quotidien de nouvelles admissions en réanimation dans les hôpitaux en Auvergne-Rhône-Alpes                      |
| Pour des raisons techniques, il est temporairement impossible d'afficher le graphique qui aurait dû être présenté ici. |

### Statistiques par départements
| Région/Territoire    | Département                      | Nombre de         | Nombre de | Nombre de              | Nombre de | Nombre de              | Nombre de |
| Région/Territoire    | Département                      | Population (2017) | Cas       | Décès au 15 avril 2020 | ‰         | Hosp. au 15 avril 2020 | ‰         |
| -------------------- | -------------------------------- | ----------------- | --------- | ---------------------- | --------- | ---------------------- | --------- |
| Auvergne-Rhône-Alpes | Ain                              | 643 350           | 15 803    | 52                     | 0,08      | 139                    | 0,19      |
| Auvergne-Rhône-Alpes | Allier                           | 337 988           | 15 803    | 17                     | 0,05      | 59                     | 0,17      |
| Auvergne-Rhône-Alpes | Ardèche                          | 325 712           | 15 803    | 45                     | 0,14      | 101                    | 0,33      |
| Auvergne-Rhône-Alpes | Cantal                           | 145 143           | 15 803    | 0                      | 0,00      | 28                     | 0,20      |
| Auvergne-Rhône-Alpes | Drôme                            | 511 553           | 15 803    | 89                     | 0,17      | 207                    | 0,46      |
| Auvergne-Rhône-Alpes | Isère                            | 1 258 722         | 15 803    | 59                     | 0,05      | 255                    | 0,20      |
| Auvergne-Rhône-Alpes | Loire                            | 762 941           | 15 803    | 126                    | 0,17      | 490                    | 0,64      |
| Auvergne-Rhône-Alpes | Haute-Loire                      | 227 283           | 15 803    | 6                      | 0,03      | 27                     | 0,14      |
| Auvergne-Rhône-Alpes | Puy-de-Dôme                      | 653 742           | 15 803    | 18                     | 0,03      | 73                     | 0,12      |
| Auvergne-Rhône-Alpes | Rhône (Métropole de Lyon inclus) | 1 843 319         | 15 803    | 355                    | 0,19      | 1 234                  | 0,68      |
| Auvergne-Rhône-Alpes | Savoie                           | 431 174           | 15 803    | 28                     | 0,06      | 96                     | 0,26      |
| Auvergne-Rhône-Alpes | Haute-Savoie                     | 807 360           | 15 803    | 90                     | 0,11      | 295                    | 0,36      |

## Mesures locales

### Couvre-feu
Les métropoles de Lyon, de Grenoble et de Saint-Étienne font partie des territoires français soumis au couvre-feu décrété par le gouvernement à compter du 17 octobre 2020.